# Naděžda Koštovalová
Naděžda Koštovalová z domu Tomšová (ur. 10 września 1971 w Taborze) – czeska lekkoatletka, sprinterka, olimpijka, medalistka halowych mistrzostw świata.
Startowała w biegu na 400 metrów i w sztafecie 4 × 100 metrów na mistrzostwach Europy juniorów w 1989 w Varaždinie, ale odpadła w eliminacjach. Zajęła 7. miejsce w sztafecie 4 × 400 metrów na mistrzostwach świata w 1993 w Stuttgarcie. Na halowych mistrzostwach Europy w 1994 w Paryżu odpadła w eliminacjach biegu na 400 metrów. Odpadła w półfinale biegu na 400 m na mistrzostwach Europy w 1994 w Helsinkach, a sztafeta 4 × 400 m z jej udziałem zajęła w finale 5. miejsce.
Na halowych mistrzostwach świata w 1995 w Barcelonie zdobyła srebrny medal w sztafecie 4 × 400 m (sztafeta biegła w składzie:  Koštovalová, Helena Dziurová, Hana Benešová i Ludmila Formanová). W biegu na 400 metrów odpadła w eliminacjach. Na mistrzostwach świata w 1995 w Göteborgu odpadła w eliminacjach sztafety 4 × 400 m. Odpadła w półfinale biegu na 400 m podczas halowych mistrzostw Europy w 1996 w Sztokholmie (w finale B zajęła 4. miejsce).
Na igrzyskach olimpijskich w 1996 w Atlancie Koštovalová odpadła w ćwierćfinale biegu na 400 m, a w sztafecie 4 × 400 m zajęła wraz z koleżankami 7. miejsce. Zajęła 4. miejsce w sztafecie 4 × 400 m na halowych mistrzostwach świata w 1997 w Paryżu. Na mistrzostwach świata w 1997 w Atenach zajęła 5. miejsce w sztafecie 4 × 400 m i odpadła w ćwierćfinale na 400 m.
Naděžda Koštovalová była mistrzynią Czechosłowacji w biegu na 400 m w 1991. Po rozpadzie Czechosłowacji była mistrzynią Czech na 400 m w 1993 i 1993, a także halową mistrzynią w biegu na 200 m w 1995 i na 400 m w 1993.
Dwukrotnie poprawiała rekord Czech w sztafecie 4 × 400 m na stadionie do wyniku 3:23,73 (10 sierpnia 1997 w Atenach). 9 marca 1997 w Paryżu sztafeta Czech w składzie: Koštovalova, Ludmila Formanová, Helena Fuchsová i Hana Benešová ustanowiła wynikiem 3:28,47 aktualny halowy rekord kraju w tej konkurencji.